# Obraz Matki Bożej Pięknej Miłości w Polańczyku
Obraz Matki Bożej Pięknej Miłości - Matki Bożej Łopieńskiej – wizerunek przedstawiający Maryję z Dzieciątkiem, znajdujący się w kościele parafialnym - sanktuarium NMP (dawna cerkiew) w Polańczyku, w województwie podkarpackim. Obraz otoczony jest kultem religijnym i uważany za łaskami słynący.

## Historia
Obraz Matki Bożej Pięknej Miłości pochodzi ok. z połowy XVIII w. jest namalowany przez nieznanego artystę temperą na desce lipowej o wymiarach 85 x 120 cm. Ikona jest kopią słynnej ikony z Werchraty, w typie tzw. Matki Bożej Rzymskiej. Obraz przeniesiono do Polańczyka w 1949 r. z opuszczonej całkowicie i wysiedlonej w Akcji Wisła (cerkwi św. Męczennicy Paraskewii) z Łopianki (oddalonej od Polańczyka o ok. 30 km). Informację o obrazie przekazał ks. Stopie, proboszczowi z Polańczyka, płk. Baranowski (oficer Wojska Polskiego). Ikona została nazywana Matka Bożą Łopieńską od nazwy wsi w której pierwotnie się znajdowała. Razem z obrazem zabrano barokowy ołtarz i umieszczono w nawie głównej kościoła w Polańczyku. Obraz przy dźwięku fanfa jest każdego dnia odsłaniany i zasłaniany współczesnym obrazem Zesłania Ducha św. Obecnie w Łopiance znajduje się kopia ikony Matki Boskiej wykonana przez Jadwigę Denisiuk z Cisnej.

## Opis
Na obrazie przedstawiona jest na złotym tle Matka Boska z Dzieciątkiem Jezus. Maryja trzyma na lewej ręce swe dziecię, a prawą obejmuje Jego rączkę. Jezus jest ukazany w pełnej postaci, z bosymi stopami, jedna ręka trzyma dłoń matki a w drugiej ściska zwój papieru. Twarze Madonny i Jezusa stykające się policzkami, charakteryzuje ich delikatność rysów. Twarz Maryi jest zamyślona. Na ich głowach znajdują się korony papieskie.

## Kult maryjny
Kult wizerunku Madonny jest wcześniejszy niż data przybycia do Polańczyka. Wizerunek miał zostać znaleziony przez mieszkańców wsi Łopienka w 1756 roku na drzewie pod szczytem Łopiennika (1069 m n.p.m.). W miejscu znalezienia ikony wierni wybudowali cerkiew, najpierw drewnianą, a później murowaną pod wezwaniem św. Paraskewii. Kult ikony został zapoczątkowany w XVIII stuleciu i rozwijał się bardzo intensywnie. Na początku XX wieku było to najczęściej odwiedzane miejsce w Galicji. W okresie międzywojennym do cerkwi w Łopience pielgrzymowali pątnicy dwóch obrządków: łacińskiego i unickiego m.in. Polski, Słowacji, Ukrainy, a nawet z Rosji i Węgier. Łopienka należała do najważniejszych sanktuariów maryjnych diecezji przemyskiej, równocześnie będąc centrum kultu maryjnego w całych zachodnich Bieszczadach.
Według legendy w XVIII wieku Matka Boska miała objawić się 7–letniej niemej dziewczynce, która cudownie odzyskała glos. Wieść o cudzie rozeszła się bardzo szybko i do Łopienki zaczęły przybywać tłumy wiernych. Wtedy właściciel wsi ufundował obraz Matki Boskiej nakazując równocześnie, aby umieścić go w drewnianej kapliczce (w pobliżu lipy i strumienia); następnie wybudowano cerkiew gdzie przeniesiono obraz. Źródełko nieopodal cerkwi nosi miano cudownego.
Istnieje wiele przekazów - legend o cudowności ikony. Jedno podanie mówi, że cudowny obraz spostrzegły gęsi, które głośnym gęganiem powiadomiły o tym ludzi. Inne mówi, że w drodze do Terki woły (lub konie), ciągnące wóz z obrazem, stanęły na granicy Łopienki i nie chciały dalej iść, po sprowadzeniu nowych okazało się, że nadal nie chcą iść; stwierdzono iż Matka Boska chce zostać i wrócili z cudowną ikoną do Łopienki. W miejscu zatrzymania się wozu postawiono kapliczkę stojącą do dziś nazwaną: kapliczką szczęśliwego powrotu. Inna legenda głosi iż ikonę odwożono trzykrotnie do pobliskiej wsi Terki, ale obraz w cudowny sposób powracał.
Kult związany z ikoną wciąż trwa. Regularnie w środy odbywa się nowenna do Matki Bożej Pięknej Miłości z odczytaniem intencji składanych przez wiernych (liczba kartek z podziękowaniami i prośbami to tysiące). Obok obrazu wiszą liczne wota. 12 czerwca 1999 r. Jan Paweł II w Zamościu poświęcił korony dla obrazu z Polańczyka. Koronacji wizerunku dokonał dnia 11 września 1999 r. abp Józef Michalik. Tego samego dnia biskup ogłosił kościół NMP Królowej Polski sanktuarium maryjnym. Do sanktuarium przybywają licznie pielgrzymi i kuracjusze. Dniami szczególnie kiedy czci się Maryję z Polańczyka jest 3 maja gdy odbywa się odpust ku czci NMP Królowej Polski oraz niedziela około 11 września, w rocznicę koronacji wizerunku.